# Katharina Scheiter

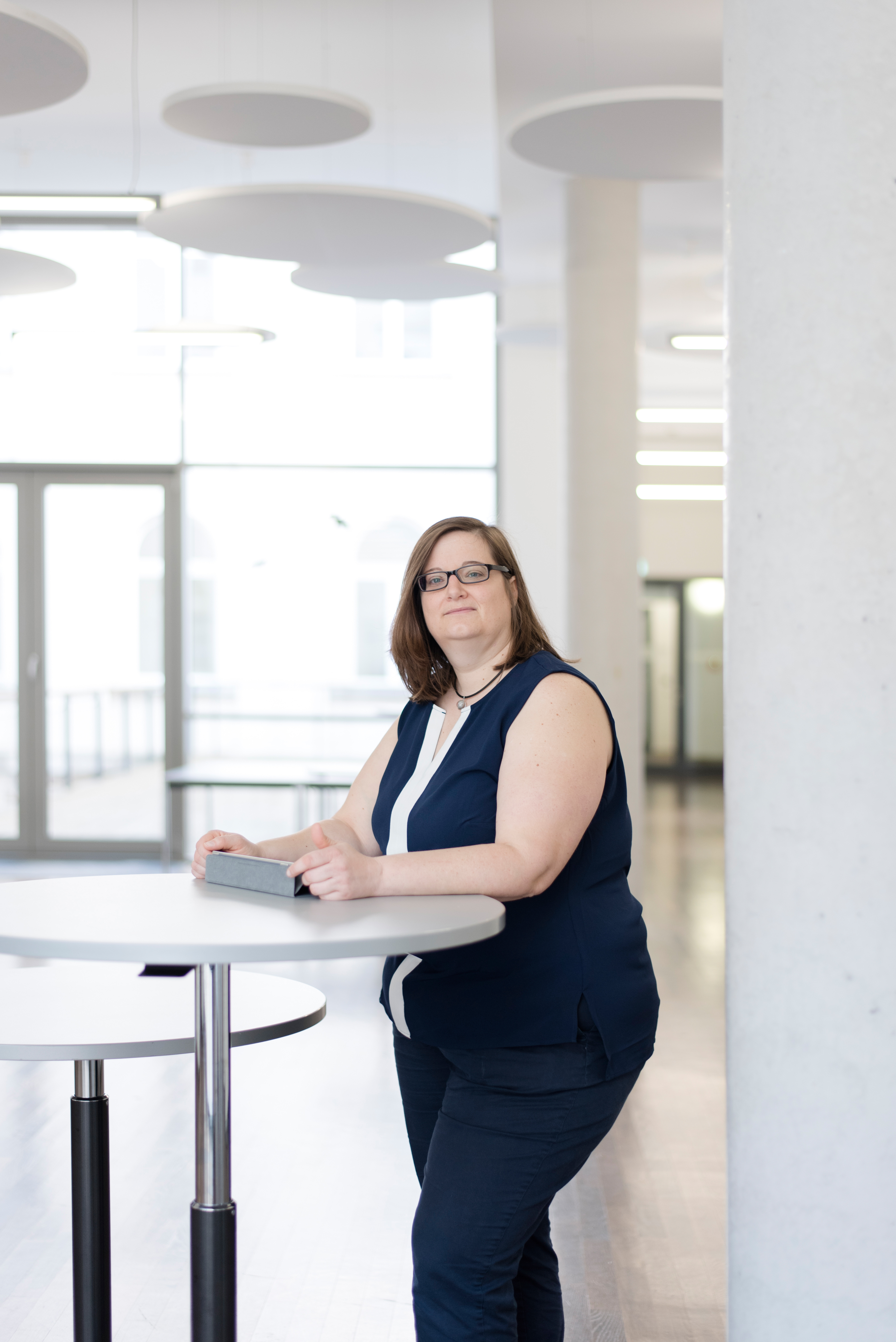
Katharina Scheiter (2016)

Katharina Scheiter (* 27. März 1974 in Göttingen) ist eine deutsche Psychologin. Sie leitet am Leibniz-Institut für Wissensmedien (IWM) die Arbeitsgruppe Multiple Repräsentationen und ist Professorin für Empirische Lehr-Lernforschung an der Eberhard Karls Universität Tübingen. Seit 2016 ist sie außerdem Ehrenprofessorin der School of Education an der Universität Nottingham (UK).

## Leben
Scheiter studierte von 1993 bis 1999 Psychologie (Diplom) an der Georg-August-Universität Göttingen. Im Anschluss war sie als Doktorandin und wissenschaftliche Mitarbeiterin an der Universität des Saarlandes tätig. 2003 wurde sie an der Eberhard Karls Universität Tübingen zur Dr. rer. nat. promoviert. 2009 habilitierte sie sich ebenfalls an der Universität Tübingen zum Thema „Theoretical and Empirical Foundations of Theories of Multimedia Learning: A Critical Reconsideration“. Ab 2009 hatte sie zunächst eine Forschungsprofessur inne, 2011 erhielt sie einen Ruf als Professorin an die Universität Tübingen. Seit 2022 lehrt sie im Rahmen einer W3-Professur an der Universität Potsdam im Fach „digitale Bildung“.

## Forschung
Mit ihrer Arbeitsgruppe Multiple Repräsentationen am Leibniz-Institut für Wissensmedien (IWM) in Tübingen untersucht Katharina Scheiter kognitionspsychologische Grundlagen des Lernens aus multiplen Repräsentationen sowie Maßnahmen zur Unterstützung entsprechender Lernprozesse. Ergebnisse dieser Forschung fließen in die Gestaltung digitaler Schulbücher und tabletbasierter Anwendungen für den Bildungskontext ein. Katharina Scheiter hat zahlreiche DFG-geförderte Projekte zum Lernen mit Multimedia durchgeführt. Sie ist Mitantragstellerin und Mitglied der DFG-Forschergruppe „Analyse und Förderung effektiver Lehr-Lernprozesse“ (FOR738) sowie der LEAD Graduiertenschule und Forschungsnetzwerk (Learning, Educational Achievement, and Life Course Development; Graduate School GSC 1028), die im Rahmen der Exzellenzinitiative des Bundes und der Länder gefördert wird. Darüber hinaus ist sie Mitglied des School Boards der Tübingen School of Education und in dem Rahmen auch verantwortlich für das am IWM angesiedelte digitale Unterrichtslabor TüDiLab (Tübingen Digital Teaching Lab).

## Schriften (Auswahl)
- K. Scheiter, K. Schleinschok, S. Ainsworth: Why sketching may aid learning from science texts: Contrasting sketching with written explanations. In: Topics in Cognitive Science. Band 9, 2017, S. 866–882.
- K. Schleinschok, A. Eitel, K. Scheiter: Do drawing tasks improve monitoring and control during learning from text? In: Learning and Instruction. Band 51, 2017, S. 10–25.
- K. Scheiter, A. Eitel, A. Schüler: Lernen mit Texten und Bildern: Die frühzeitige wechselseitige Beeinflussung kognitiver Prozesse bei der Konstruktion eines integrierten mentalen Modells. In: Psychologische Rundschau. (= Themenheft: Psychologie und Wissensmedien). Band 67, 2016, S. 87–93.
- K. Scheiter, A. Eitel: Signals foster multimedia learning by supporting integration of highlighted text and diagram elements. In: Learning and Instruction. Band 36, 2015, S. 11–26.
- A. Eitel, K. Scheiter, A. Schüler, M. Nyström, K. Holmqvist: How a picture facilitates the process of learning from text: Evidence for scaffolding. In: Learning and Instruction. Band 28, 2013, S. 48–63.
- K. Scheiter, A. Schüler, P. Gerjets, T. Huk, F. W. Hesse: Extending multimedia research: How do prerequisite knowledge and reading comprehension affect learning from text and pictures. In: Computers in Human Behavior. Band 31, 2014, S. 73–84.
- K. Scheiter, T. Van Gog: Using eye tracking in applied research to study and stimulate the processing of information from multi-representational sources. In: Applied Cognitive Psychology. Band 23, 2009, S. 1209–1214.
- K. Scheiter, P. Gerjets: Learner control in hypermedia environments. In: Educational Psychology Review. Band 19, 2007, S. 285–307.